# Estación de Flinders Street

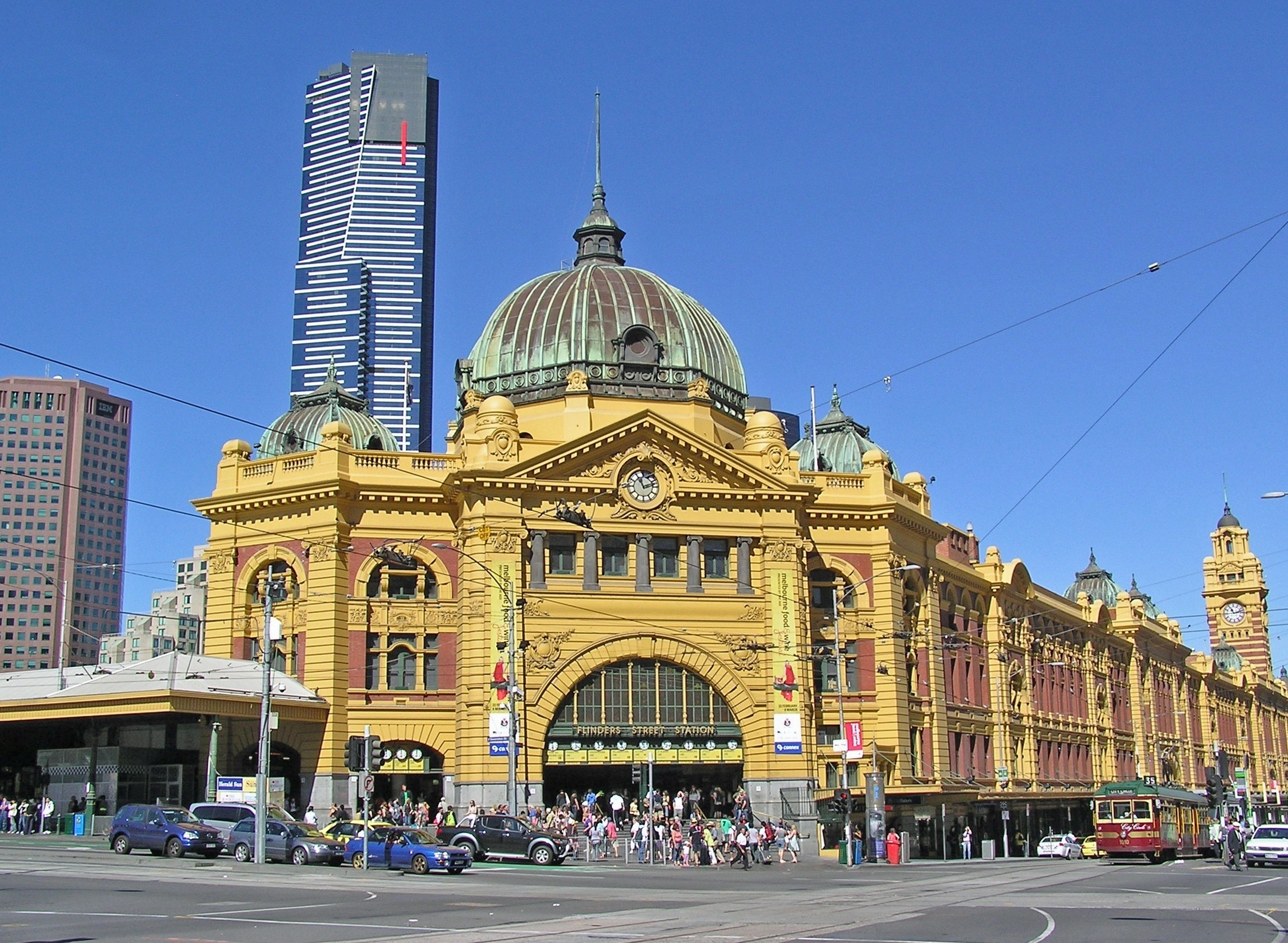
La estación de la calle Flinders en Melbourne.

Flinders Street Station es la estación central del sistema de ferrocarriles y subterráneos de Melbourne en Australia. Se sitúa la intersección entre las calles Flinders y Swanston, en la costa del río Yarra en el centro de la ciudad, se extiende desde la calle Swanston hasta la calle Queen (nombre puesto en honor a la Reina Victoria) y cubre dos hectáreas de la ciudad. Cada día de la semana, 110.000 pasajeros, y 1500 trenes pasan por la estación. 
Esta estación está gestionada por las empresas Metro Trains Melbourne en el servicio de los suburbios, y V/Line de la EAS para Bairnsdale.
La expresión utilizada por los habitantes de Melbourne I'll meet you under the clocks (Traducción : «Te veré en los relojes») se refiere a la serie de relojes situada sobre la entrada principal, que indican el tiempo de espera para la partida del futuro tren de cada línea. Este es un sitio de encuentro popular, en la intersección de dos de los caminos más importantes de la ciudad. Los relojes originales fueron reemplazados por un corto período por otros digitales, pero a causa de las protestas ciudadanas que se produjeron, se volvieron a poner. Los proyectos de los años '70 para derrumbar la estación y sustituirla por un edificio de oficinas fueron finalmente abandonados.

Flinders Street Station en 1927.

## Historia
La primera estación principal ocupó el emplazamiento de la calle Flinders y se llamaba «Melbourne terminus». Fue terminada en 1854 e inaugurada oficialmente por el gobernador Charles Hotham. Esta terminal era la primera estación construida en Australia, y el día de su inauguración fue el punto de partida de la primera locomotora de vapor del país. Fue a Sandridge (ahora Port Melbourne), pasando por el puente a Sandridge (ahora reservado a los peatones).
Otras dos estaciones se abrieron en el centro de la ciudad de Melbourne en 1859: la estación de la calle Spencer (hoy llamada estación de Southern Cross) y la estación Princes Bridge.
En 1882 el gobierno decidió crear una nueva estación de pasajeros para sustituir la que ya estaba. Se convocó un concurso mundial de arquitectos e ingenieros en 1889, con 17 participantes. El primer premio, de 500£, les fue otorgado a los empleados ferroviarios J.W. Fawcett y H.P.C. Ashworth, cuya concepción incluía una torre gigante en forma de domo y a sus lados dos relojes. Los trabajos comenzaron en 1901 y finalizaron en 1910.

## Destinos
Las plataformas de Flinders Street Station están numeradas de norte a sur, la plataforma n° 1 se halla en el norte .

| Plataforma   | Destinos |
| ------------ | --- |
| 1            | Mernda y Hurstbridge |
| 2 y 3        | Belgrave, Glen Waverley y Lilydale                                                                                              |
| 4 y 5        | Alamein, trenes de Blackburn sobre las líneas de Belgrave y de Lilydale (plataforma 4 nada más), Craigieburn, Sunbury y Upfield |
| 6 y 7        | Cranbourne, Frankston y Pakenham Traralgon y Bairnsdale (Servicios regionales operado por V/Line)                               |
| 8 y 9        | Sandringham, Werribee y Williamstown                                                                                            |
| 10 y 12 a 14 | Diversos servicios, según el día y la hora                                                                                      |

Cabe mencionar que el final de la N°1 se llama plataforma N°.14, después de las escaleras de la plataforma N°1. La plataforma N°11 está hoy fuera de utilización y sin vía.